# Veliki komet iz leta 1686
Véliki komet iz leta 1686 (oznaka C/1686 R1) je komet, ki so ga opazili 17. avgusta v letu 1668 .
Njegova tirnica je bila parabolična, njen naklon pa 34,97°. Prisončje se je nahajalo na oddaljenosti 0,34 a.e. od Sonca. Skozi prisončje je letel 16. septembra 1686 .